# 萬巴德
萬巴德爵士，GCMG（英語：Sir Patrick Manson，又譯白文信或孟生，1844年10月3日—1922年4月9日），蘇格蘭醫生，1866年到1880年間，曾到台灣打狗（高雄）、廈門、香港行醫，1887年創立香港西醫書院。1890年，萬巴德返回英國後，1899年創立倫敦熱帶醫學校，被稱為「熱帶醫學之父」。

## 生平
萬巴德醫師於1844年10月3日出生於蘇格蘭亞伯丁郡（Aberdenshire, Scotland）的小鎮Oldmeldrum。父親萬約翰（John）是地主及一地方銀行（A Branch of National Linen Bank）之經理。
1865年10月，萬巴德畢業於亞伯丁大學醫學院，得內科醫學學士(M.B.)學位，隨即於達拉謨市精神病院（Lunatic Asylum）任助理醫官之職，服務七個月。
1866年6月，萬巴德醫生（Dr. Patrick Manson）受聘為中國清朝台灣關醫員（Medical Officer）駐打狗旗後(今高雄市旗津區)，他是馬雅各醫生所推薦來的，其主要業務是診療外籍人士（來任當時有16人）及作氣象報告。他也協助馬雅各醫生在旗後醫館的醫務，1869年，當馬雅各醫生往府城（台南），旗後醫館就託萬巴德醫生來維持。
1866年7月, 萬巴德醫生因發表於醫學雜誌的一篇論文 A Peculiar Affection of the Internal Carotid Arteri in Connexion with Disease of the Brain而榮獲亞伯丁大學外科醫學碩士(Ch.M.)、醫學博士(M.D)、法學博士(LL.D.)學位。
萬巴德醫生在台灣 5 年，雖然他只有一個透鏡（Lens），無任何檢查設備，但熱心看病，作詳細記錄，時常往附近鄉村，而接觸到象皮病（Elephantiasis）、癩病（痲瘋病，Leprosy）、瘧疾（Malaria）等病患，他利用餘暇，旅行原住民居住地，學習原住民語，乘馬、打獵、海水浴、釣魚、從事園藝，生活尚稱有趣。1875年，他在China Review 中描述在台的休閒生活—A Gossip about Formosa 文章裡提到，他在台期間除了曾患痛風及熱帶肝臟（Tropical Liver）以外，健康而愉快過日。他的醫業也很興旺，在台第三年底就歸還父母七百鎊助學資金。當時日本人和中國人在臺灣有敵對的活動，因萬巴德醫師經常對中國人友善而陷入困擾中，因此於1871年初經過英國領事的勸告離開高雄去廈門。
1871年初，萬巴德醫生調往廈門。他離開臺灣後，由其弟萬大衛醫師（Dr. David Manson）接替他的工作。1871年12月29日，當馬偕（Rev. George L. Mackay）抵打狗時，就是萬大衛醫師接他上岸。後來打狗海關的梅威令醫生（Dr. William Wykeham Myers，又譯為買威令、麥威令），在旗後募款籌建打狗慕德醫院（David Manson Memorial Hospital）紀念1878年客死於福州的萬大衛醫師。打狗慕德醫院附設醫學校，可謂是台灣第一所西醫師養成教育學校。1901年3月梅醫生離開台灣，因後繼無人將打狗醫館捐給教會。
1875年12月，萬巴德醫生在 Cromlet Hill 之 St George' s Church 結婚，婚後帶著一架顯微鏡回到廈門繼續診療及研究工作。
1878年，其弟萬大衛醫生（Dr. David Manson）不幸於客死於福州（傳板球遊技中患日射病而亡，或傳溺死）。萬大衛於1875年離開打狗。
1883年，萬巴德醫生到香港行醫。
1886年，在香港成立牛奶公司。
1887年，香港華人西醫書院成立，是今日香港大學醫學院的前身，萬巴德成為首任院長，孫中山則是該校第一屆畢業生。香港大學白文信樓以萬巴德命名。
1890年，萬巴德醫生返回英國，極力鼓吹創立熱帶醫學校。
1898年，萬巴德醫生出版的《熱帶疾病》（Tropical Diseases），是此一新興醫學專科的重要著作，為在熱帶地區工作的醫師必備的參考書。
1899年10月2日，萬巴德醫生創立倫敦熱帶醫學校（The London School of Tropical Medicine，今倫敦衛生與熱帶醫學院）。該校為前往熱帶殖民地服務的醫療官員和醫療傳教士提供專業課程訓練，替熱帶醫學的專科建制奠定重要基礎，也成為歐美頂尖的熱帶醫學研究機構。
1922年4月9日，萬巴德醫生因心臟病逝世於倫敦。

## 貢獻
萬巴德醫生一方面在打狗旗後從事於各國船隻之檢查及船員之診療工作，另一方面對於地方病的研究貢獻頗大。
長久以來，瘧疾一直是造成熱帶地區白人生病與死亡的主要疾病之一，被視為是歐洲殖民、開發熱帶地區的最大阻力。早前西方醫學界大多認為象皮病是瘴氣引起的疾病，到十九世紀中才有人猜測此一疾病可能和寄生蟲感染有關。萬巴德的研究不只支持象皮病是絲蟲（filarial）感染所引起的看法，更重要的是，萬巴德又提出蚊子可能是瘧原蟲宿主的假說，並於1894年到1898年間和在印度服役的英國軍醫官羅納德·羅斯（Ronald Ross, 1857-1932）合作研究，證明蚊子是瘧原蟲的宿主且瘧疾是經由蚊子叮咬而傳播，羅納德·羅斯更因而榮獲1902年諾貝爾醫學獎。
他還發現蚊子是班氏絲蟲的中間宿主（intermediate host），在象皮病傳染過程中扮演關鍵角色。萬巴德的研究，為日後昏睡病、瘧疾以及黃熱病等其他重要熱帶疾病的研究奠下重要基礎。瘧原蟲和蚊子病媒的發現帶來一場病理學和流行病學的大變革，這是醫學界首度發現昆蟲可以是人類寄生蟲疾病傳播過程的一環，為昆蟲病媒（insect-vector）概念的提出跨出重大一步。雖然這場革命不是萬巴德和羅斯所獨力推動，法國與義大利瘧疾學者至少也有同等重大的研究貢獻，但不可否認的是，萬巴德的絲蟲研究所提供的模型以及他提出的蚊子瘧疾理論（Mosquito-Malaria Theory），對此一研究潮流的最後關鍵階段產生重要引領作用。
萬巴德對熱帶地區的寄生蟲及醫學問題發表了不少論文在英國醫學雜誌上，使西方人士瞭解東方熱帶地區的疾病。由於他對於熱帶醫學的貢獻，後來出任熱帶醫學會會長，被稱為「熱帶醫學之父」。

## 影視形象
| 年份 | 作品   | 演員   |
| ---- | ------ | ------ |
| 2021 | 斯卡羅 | 谷無為 |

## 外部連結
- 李尚仁, 帝國的醫師：萬巴德與英國熱帶醫學的創建 （页面存档备份，存于）, 允晨文化 , 2012/10/1